# گنووا
گنووا (به لاتین: Gagnoa) یک شهر در ساحل عاج است که در دپارتمان گنووا واقع شده‌است. گنووا ۲۱۳٬۹۱۸ نفر جمعیت دارد.